# Platyptilia fulva
Platyptilia fulva là một loài bướm đêm thuộc họ Pterophoridae. Nó được tìm thấy ở La Réunion, Madagascar và Mauritius.
Ấu trùng ăn các loài Cosmos và Emilia citrina.